# Mercat de l'Olivar
El mercat de l'Olivar està ubicat a la plaça de l'Olivar, a Palma. L'edifici fou construït l'any 1951, però abans al mateix lloc hi havia ubicat el mercat municipal d'abasts. Per qüestions de gestió de l'espai i higiene, es va proposar el disseny de l'actual Mercat de l'Olivar.
Va ser dissenyat inicialment el 1914 per l'arquitecte Gaspar Bennàssar, però fou acabat el disseny el 1941, per Vicent Valls Gadea. El 1947 Gabriel Alomar i Enric Juncosa van finalitzar-lo, unificant el mercat en un únic pavelló en forma de L, de cara a la seva inauguració el 1951.
L'estructura de les façanes correspon a la tipologia de l'arquitectura regional, adaptada a les necessitats de l'edifici, com ascensors i muntacàrregues. Consta de dues plantes i soterrani destinat a la funció d'emmagatzematge, a més d'un aparcament per a 380 places.